# Richard King
Richard Larkland King (ur. 27 listopada 2001 w Clarendon) – jamajski piłkarz występujący na pozycji środkowego obrońcy, reprezentant Jamajki, od 2024 roku zawodnik Cavalier.